# Бензиновий двигун

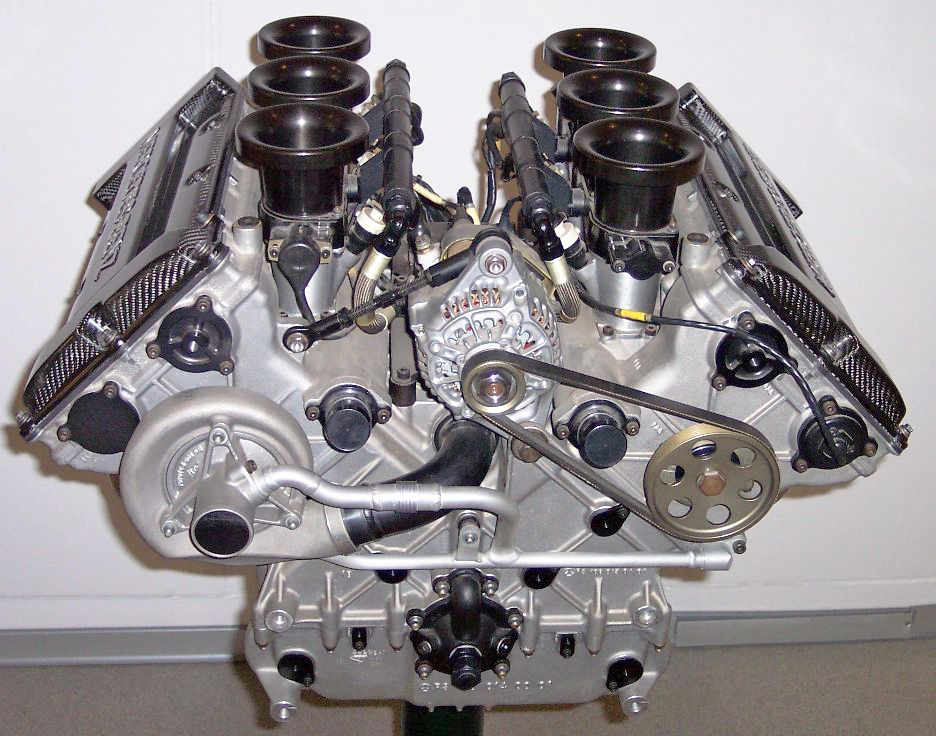
Потужні бензинові двигуни: DTM V6

Мал. 1. Схема роботи чотиритактного бензинового ДВЗ

Бензи́новий двигу́н — двигун, який як паливо використовує різні типи бензинів. Як паливо бензинових двигунів також може використовуватись горючий газ, різні типи спиртів. Використовується як рушій в транспортних засобах, бензопилках, газонокосарках, електрогенераторах, компресорах.
Бензиновий двигун — клас двигунів внутрішнього згорання, в циліндрах яких попередньо стиснута паливо-повітряна суміш підпалюється електричною іскрою. Управління потужністю здійснюється, як правило, регулюванням потоку повітря дросельною заслінкою. 
Бензиновий двигун створений Ніколаусом Отто (запатентований в 1876), був використаний німецькими інженерами Готтлібом Даймлером і Карлом Бенцом в автомобілі у 1886.
Бензиновий двигун — складний механічний пристрій, що складається приблизно з 150 рухомих частин. Має один чи декілька поршнів, що рухаються усередині циліндрів. Поршні приводять в рух колінчатий вал, на кінцях якого знаходяться важкі крильчатки, з яких рух передається до ведучих коліс автомобіля через систему трансмісії, яка складається зі зчеплення, коробки передач і приводу.

## Класифікація бензинових двигунів
- За способом сумішоутворення - зовнішнє і внутрішнє сумішоутворення;
- За способом здійснення робочого циклу - чотиритактні і двотактні. Двотактні двигуни володіють більшою потужністю на одиницю об'єму, проте меншим ККД. Тому двотактні двигуни застосовуються там, де дуже важливі невеликі розміри, але де не важлива паливна економічність, наприклад, на мотоциклах, невеликих моторних човнах, бензопилках і моторизованих інструментах. Чотиритактні ж двигуни встановлюються на абсолютну більшість решти транспортних засобів. Слід зауважити, що дизелі також можуть бути чотиритактними або двотактними; двотактні дизелі позбавлені багатьох недоліків бензинових двотактних двигунів, однак застосовуються в основному на великих судах (рідше на тепловозах і вантажівках);
- За кількістю циліндрів - одноциліндрові, двоциліндрові і багатоциліндрові;
- За розташуванням циліндрів - двигуни з вертикальним або похилим розташуванням циліндрів в один ряд (т.зв. «рядний» двигун), V-подібні з розташуванням циліндрів під кутом (при розташуванні циліндрів під кутом 180 двигун називається двигуном з протилежними циліндрами, або оппозитні), W-подібні, які використовують 4 ряди циліндрів, розташованих під кутом з 1 колінвалом (у V-подібного двигуна 2 ряди циліндрів), у формі зірки;
- За способом охолоджування - двигуни з рідинним або повітряним охолодженням;
- За типом мастила змішаний тип (масло змішується з паливною сумішшю) і роздільний тип (масло знаходиться в картері)
- За видом застосовуваного палива - рідке і газоподібне;
- За ступенем стиснення. У залежності від ступеня стиснення розрізняють двигуни високого (E = 12 ... 18) і низького (E = 4 ... 9) стиснення;
- За способом наповнення циліндра свіжим зарядом: двигуни без наддування (атмосферні), у яких впускання повітря або горючої суміші здійснюється за рахунок розрядки в циліндрі при всмоктуючому ході поршня; двигуни з наддувом, у яких впуск повітря або горючої суміші в робочий циліндр відбувається під тиском, створюваним турбокомпресором, з метою збільшення заряду повітря і отримання підвищеної потужності і ККД двигуна;
- За частотою обертання: тихохідні, підвищеної частоти обертання, швидкохідні;
- За призначенням розрізняють двигуни стаціонарні, автотракторні, суднові, тепловозні, авіаційні та ін;
- Практично не вживаються види двигунів - роторно-поршневі Ванкеля (виробляються всього однієї автомобільною компанією - Mazda (Японія)), з зовнішнім згорянням Стірлінга і т. д..

Див також: Класифікація автотракторних двигунів [Архівовано 1 січня 2013 у Wayback Machine.]